# Coelorinchus cingulatus
Coelorinchus cingulatus és una espècie de peix de la família dels macrúrids i de l'ordre dels gadiformes.

## Hàbitat
És un peix d'aigües profundes que viu entre 410-421 m de fondària.

## Distribució geogràfica
Es troba a les Filipines i Taiwan.